# 浄因寺 (足利市)
浄因寺（じょういんじ）は、栃木県足利市月谷町にある臨済宗妙心寺派の寺院である。山号は行道山（ぎょうどうさん）。本尊は聖観音菩薩。

## 概要
713年（和銅6年）に行基が開基したと伝えられている。江戸時代に葛飾北斎に描かれた「清心亭」が有名。「関東の高野山」とも呼ばれる。